# Svensk Filmindustri
Svensk Filmindustri (SF, coneguda oficialment com a SF Studios) és una companyia de producció cinematogràfica sueca, distribuïdora de pel·lícules i cadena de cinemes, actualment propietat de Bonnier Group. Va ser fundada el 27 de desembre de 1919, neix de la fusió de la AB Svenska Biografteatern i la Filmindustri AB Skandia amb Ivar Kreuger com a propietari principal.

## Història
La fusió de Skandia Movie i la AB Svenska Biografteatern a finals de desembre de 1919, va portar a la nova empresa, anomenada Svensk Filmindustri, a comptar amb una cadena de setanta cinemes amb un gran capital social de 35 milions. El primer director de la companyia va ser Charles Magnusson, que havia estat cap de l'Svenska Biografteatern. Els grans noms del cinema suec mut, com Victor Sjöström i Mauritz Stiller, van treballar per la SF, que va exportar les seves pel·lícules a tot el món, obrint oficines a Londres, París, Àmsterdam, Berlín i Nova York, així com la representació en Mèxic i Xangai.
Entre 1919 i 1920, la companyia va crear la ciutat del cinema al barri de Råsunda, prop d'Estocolm, Solna, la ciutat del cinema, definit com el Hollywood suec, un dels estudis cinematogràfics europeus més moderns d'aquella època. Entre 1920 i 1969, SF va produir unes quatre-centes pel·lícules.
Svensk Filmindustri ha produït la major part de les pel·lícules d'Ingmar Bergman.